# Henrik Wiehe
Henrik Rosing Wiehe (9. februar 1927 på Frederiksberg – 1. juli 1987 smst) var en dansk skuespiller.
Wiehe læste hos Holger Gabrielsen og Hans Egede Budtz, og var engageret ved Aarhus Teater 1946-1949. Senere knyttet til Det Ny Teater og Folketeatret i perioden 1949-1955. Herefter optrådte han på ABC Teatret og Det ny Scala 1955-1956 samt Allé Scenen 1956-1957.
Henrik Wiehe var sammen med den den danske fotomodel Ellinor Vedel i 1955 og dannede senere en overgang par med skuespillerinden Ghita Nørby.
Han optrådte i en birolle i tv-serien Huset på Christianshavn i det første afsnit sæson to, Kødets lyst og trøst i 1970.

## Filmografi
- Susanne – 1950
- Bag de røde porte – 1951
- Som sendt fra himlen – 1951
- Det gælder livet – 1953
- Vi som går køkkenvejen – 1953
- Blændværk – 1955
- Mod og mandshjerte – 1955
- Færgekroen – 1956
- Hvad vil De ha'? – 1956
- Skovridergården – 1957
- Soldaterkammerater – 1958
- Far til fire på Bornholm – 1959
- Baronessen fra benzintanken – 1960
- Min kone fra Paris – 1961
- Det støver stadig – 1962
- Dronningens vagtmester – 1963
- Slap af, Frede – 1966
- Martha – 1967
- Jeg er sgu min egen – 1967
- Mig og min lillebror og storsmuglerne – 1968
- Det kære legetøj – 1968
- Mig og min lillebror og Bølle – 1969
- Og så er der bal bagefter – 1970
- Olsen-bandens store kup – 1972
- Mafiaen, det er osse mig – 1974